# Кървав спорт
„Кървав спорт“ (на английски: Bloodsport) е игрален филм от САЩ, излязъл през 1988 г. В него участва Жан-Клод Ван Дам. Въпреки че не е касов филм, „Кървав спорт“ е смятан за класика от мнозина почитатели на филмите за бойни изкуства.

## Сюжет
Главният герой във филма е Франк Дюкс (Жан-Клод Ван Дам) от САЩ, който е обучаван на младини от японеца Сензо Танака (Рой Чиао). Танака подготвя Дюкс за участие в Кумите, което е турнир за бойни изкуства в свободен стил фул-контакт, и в него вземат участие най-добрите бойци в света.
Дюкс напуска армията, за да отиде в Хонгконг и да се бие на Кумите. Двама агенти от САЩ са изпратени, за да го арестуват, и Дюкс се укрива от тях. По време на подготовката за Кумите Дюкс се сприятелява със сънародника си Рей Джаксън (Доналд Гиб), който отстранява няколко съперника на Кумите благодарение на своята физика. Дюкс завързва романтична връзка с журналистката Джанис Кент (Лиа Еърс), която е в Хонгконг, за да напише репортаж за Кумите. Дюкс елиминира различни противници, сред които един арабски боец (Бернард Мариано) и един сумист.
Дюкс достига до финалната среща от състезанието, където е противопоставен на мускулестия и безпощаден Чонг Ли (Боло Йонг), настоящият шампион на Кумите, който преди това е убил или осакатил няколко съперника, а освен това негова жертва е станал Рей Джаксън, настанен по-късно в болница. След ожесточен и изтощителен бой Чонг Ли заслепява Франк Дюкс с прахообразно вещество, но накрая Дюкс побеждава и става първият човек от запад, спечелил Кумите.

## Актьорски състав
- Жан-Клод Ван Дам: Франк Дюкс
- Доналд Гиб: Рей Джаксън
- Лиа Еърс: Джанис Кент
- Норман Бъртън: Хелмър
- Форест Уитакър: Роулинс
- Рой Чиао: Танака
- Филип Чан: инсп. Чен
- Боло Йонг: Чонг Ли
- Джон Фостер: Густафсън

## Снимачен екип
- Режисьор: Нют Арнолд
- Сценарист: Шелдън Летик, Кристофър Козби, Мел Фридман
- Продуцент: Марк ди Сал
- Оператор: Дейвид Уърт
- Композитор на музиката: Пол Херцог
- Монтажист: Карл Крес

## Филми от поредицата за „Кървав спорт“
Поредицата „Кървав спорт“ включва 5 филма:
- „Кървав спорт“ (1988)
- „Кървав спорт 2: Следващото кумите“ (1996)
- „Кървав спорт III“ (1996)
- „Кървав спорт 4“ (1999)
- „Госпожа Кървав бой“ (2016)